# Awgust Szyjron
Awgust Pietrowicz Szyjron (ros. Август Петрович Шийрон, ur. 1891 w guberni inflanckiej, zm. 15 listopada 1937) – funkcjonariusz radzieckich służb specjalnych.

## Życiorys
W latach 1917–1918 służył w rosyjskiej armii, od kwietnia 1919 należał do RKP(b), 1919-1921 był szefem sekcji tajno-operacyjnej penzeńskiej gubernialnej Czeki, a 1922-1924 pomocnikiem szefa symbirskiej gubernialnej Czeki. Od października 1927 do lipca 1929 był szefem wiackiego gubernialnego oddziału GPU, 1929-1930 szefem Zarządu Tajno-Operacyjnego Pełnomocnego Przedstawicielstwa OGPU na Kraj Północny, a od 1930 szefem Zarządu Północno-Wschodnich Poprawczych Obozów Pracy. W latach 1934–1937 był zastępcą szefa Zarządu NKWD Kraju Północnego/obwodu północnego, następnie do lipca 1937 szefem Zarządu Milicji Robotniczo-Chłopskiej NKWD Białoruskiej SRR i zastępcą ludowego komisarza spraw wewnętrznych Białoruskiej SRR.
22 lipca 1937 został aresztowany w ramach wielkiej czystki, następnie skazany na śmierć i rozstrzelany.